# Kłosówka wełnista
Kłosówka wełnista (Holcus lanatus L.) – gatunek byliny z rodziny wiechlinowatych. Występuje jako rodzimy niemal w całej Europie i północno-zachodniej Afryce. Jako introdukowany rośnie na obu kontynentach amerykańskich, w południowej Afryce, we wschodniej Azji, w Australii i Nowej Zelandii. W Polsce roślina dość pospolita na całym obszarze od niżu po niższe położenia górskie. Gatunek wiatro-obcopylny. Hemikryptofit.

## Morfologia

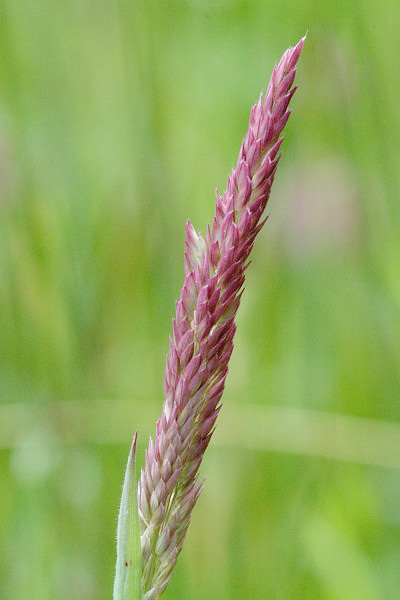
Kwiatostan

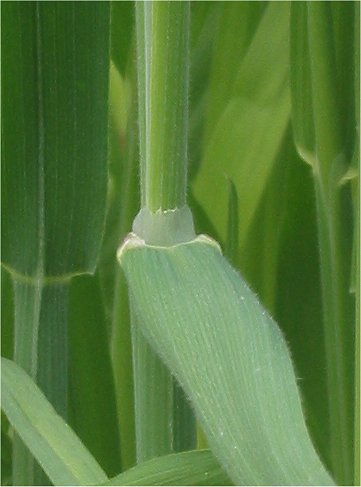
Języczek

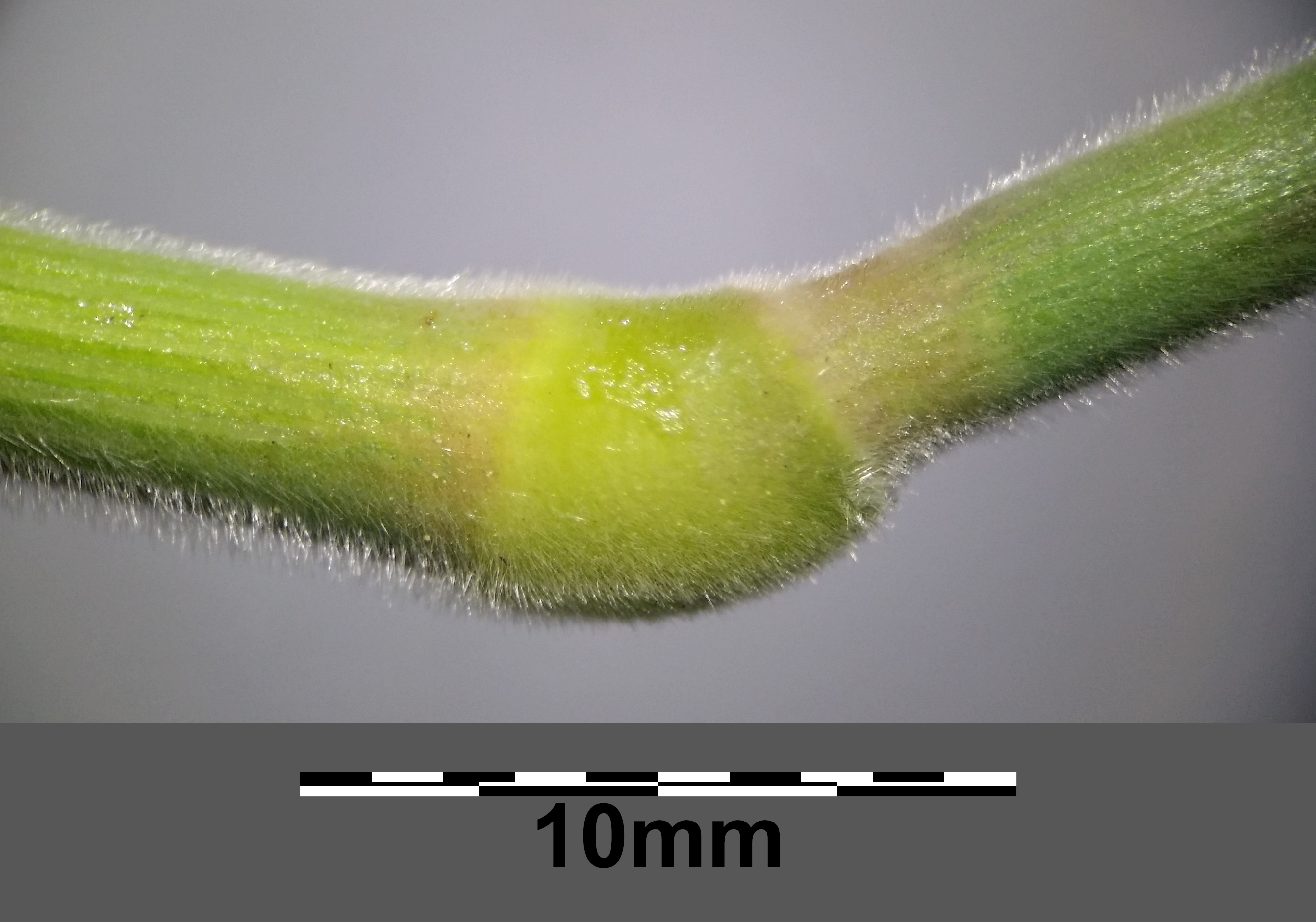
Owłosione kolanko i źdźbło

PokrójPospolita, wieloletnia trawa luźnokępkowa typu ozimego, o wysokiej konkurencyjności. Cała gęsto owłosiona krótkimi, aksamitnie gęstymi włoskami. Tworzy zwarte szerokie, dobrze ulistnione darnie rozrastające się za pomocą rozłogów podziemnych. Wykształca dużo pędów wegetatywnych i znacznie wyższe od nich pędy generatywne.
ŁodygaŹdźbła okrągłe, całe aksamitnie krótko owłosione, podzielone na 3 lub 4 międzywęźla, wzniesione lub wygięte u nasady. Osiągają wysokość zwykle około 30–50 cm, rzadziej do 100 cm.
LiścieSzarozielone o długości od 4 do 20 cm i szerokości od 3 do 7 mm, płaskie, opadające, miękkie, blaszki liściowe lancetowate, z obu stron aksamitnie omszone (rzadziej nagie), słabo bruzdkowane, z dobrze wykształconym kilem do ¾ ich długości. W pączku zwinięte. Pochwy liściowe otwarte, miękko owłosione, lekko rozdęte. Języczek dobrze widoczny, o długości od 1 do 4 mm, błoniasty, silnie postrzępiony.
KwiatostanWiecha właściwa, silnie skupiona delikatna, biała do bladozielonej, często z różowymi lub purpurowymi przebarwieniami, na końcach przebarwia się na szaro i kremowobiało, dość gęsta, wyprostowana, górą przechylona, o owłosionych, spiralnych gałązkach, kłoski dwukwiatowe o długości od 3 do 6 mm, jajowate, całe miękko aksamitnie owłosione. Górny kwiatek zawsze płonny z krótką, haczykowato wygiętą ością plewki dolnej, która nie wystaje lub nieznacznie wystaje z kłoska do 0,5 mm, ponad plewy. Plewy na brzegach i nerwie grzbietowym miękko owłosione, z wyrostkiem ościstym do 1 mm długości. Podczas kwitnienia wiecha rozpierzchła, czerwonawo nabiegła. Kwitnie od czerwca do sierpnia.
ZiarniakOwocem jest lekki, oplewiony ziarniak, długości 2,5 mm, zamknięty w twardych plewkach.
KorzenieSystem korzeniowy dobrze wykształcony, korzenie płytko rozmieszczone. Krzewi się pozapochwowo.

## Ekologia

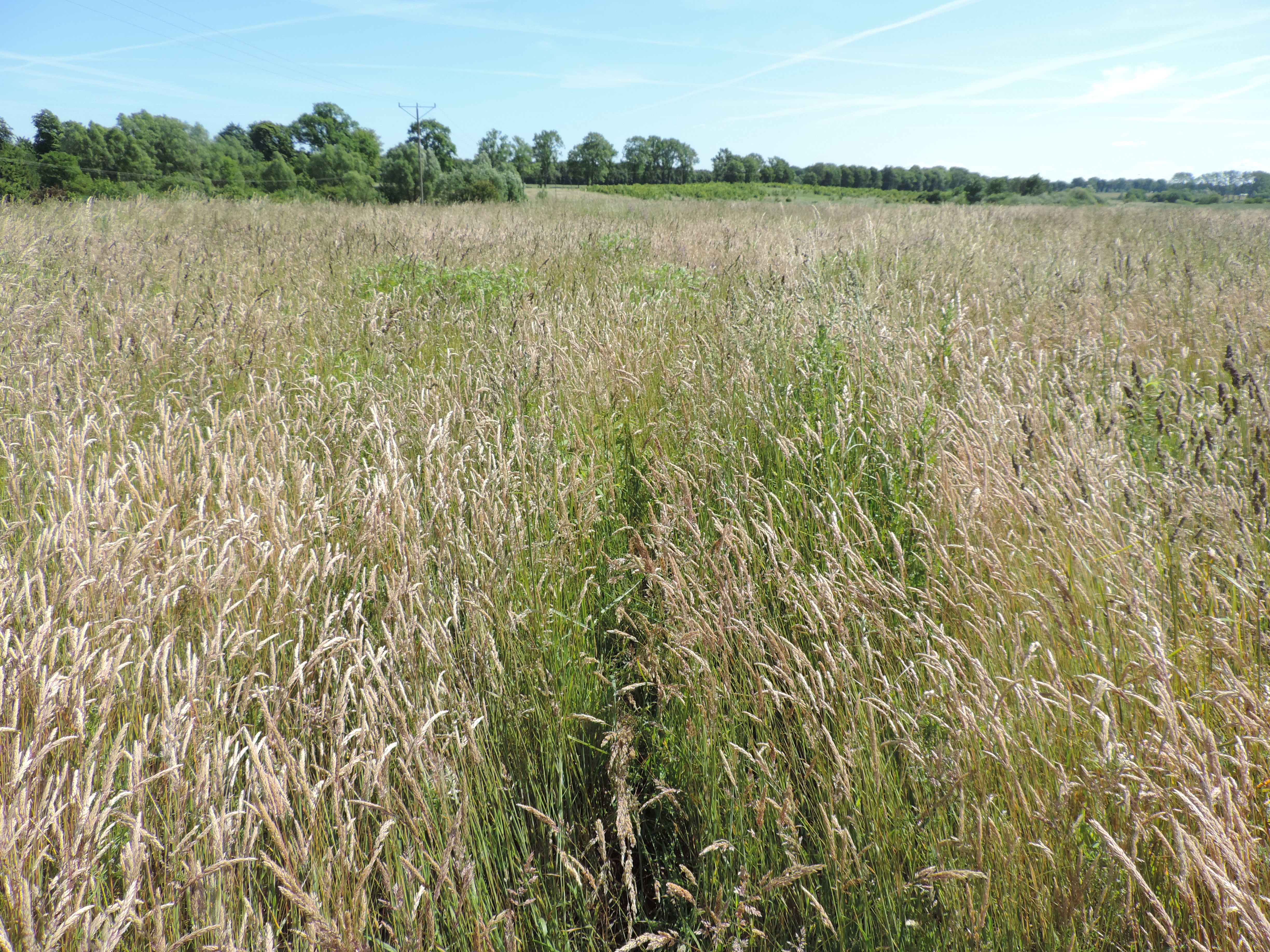
Łąka z dominującą kłosówką wełnistą

SiedliskoWystępuje na ubogich glebach piaszczystych, na przesuszonych torfowiskach, łąkach i pastwiskach, zwłaszcza nieco wilgotniejszych. Czasami na skrajach lasów i przydrożach. Preferuje stanowiska nasłonecznione do lekko zacienionych, gleby umiarkowanie żyzne do żyznych, przepuszczalne, umiarkowanie suche do wilgotnych. Tolerancyjna na odczyn gleby, suszę i okresowe zalewanie. Roślina wrażliwa na udeptywanie i nie znosi ostrych, bezśnieżnych zim oraz długo zalegającej okrywy śnieżnej i stagnujących wód. W klasyfikacji zbiorowisk roślinnych, gatunek charakterystyczny dla klasy Molinio-Arrhenatheretea, wyróżniający dla zespołu Poa pratensis-Festuca rubra i zespołu Vaccinio-Abietenion.
Roślina skłonna do przysychania w środku lata, narażona na wymarzanie podczas ostrych, bezśnieżnych zim oraz podgniwanie podczas zim łagodnych ale z długo utrzymującą się pokrywą śnieżną. Wegetację rozpoczyna wczesną wiosną. Do pełnego rozwoju dochodzi w drugim roku po siewie. Odrasta wolno.
Jest rośliną żywicielską larw motyla karłątka leśnego.

## Zastosowanie
- Wykorzystywana w ogrodach naturalistycznych i w bukieciarstwie.
- Roślina darniowa i pastewna o małej wartości pastewnej i dość dużej ilości składników mineralnych. Jest uważana za groźny chwast, prawie na wszystkich typach łąk i pastwisk. Tworzy duże, nierówne i luźne kępy, utrudniające jej sprzęt i pielęgnację. Z powodu wełnistego owłosienia jest niechętnie zjadana przez zwierzęta. Zjadana przez zwierzęta w zbyt dużych ilościach, powoduje u zwierząt nieżyt układu pokarmowego. Siano jest puszyste i trudne do wysuszenia. Gatunek ten zwalczany jest na użytkach zielonych za pomocą wczesnego i niskiego koszenia, wałowania oraz użytkowania kośno-pastwiskowego.

## Zmienność
Tworzy mieszańce z kłosówką miękką Holcus mollis.